# Екатериновка (Белгородская область)
Екатериновка — хутор в Волоконовском районе Белгородской области России. Входит в состав Грушевского сельского поселения.

## География
Хутор расположен в восточной части Белгородской области, примерно в 18 километрах (по прямой) к юго-западу от районного центра Волоконовки.

## История
В 1855 году, по купчей крепости, хутор приобрела помещица, коллежская асессорша, Графиня София Васильевна Апраскина у Генеральши Полуэктовой

## Население
в 1858 году числится помещичьих крестьян 61 человек
| 2002 | 2010 |
| ---- | ---- |
| 140  | ↘113 |